# Dżdżowniczki
Dżdżowniczki (Lumbriculidae) – rodzina pierścienic zaliczanych do skąposzczetów. Są podobne, ale mniejsze od dżdżownic (Lumbricidae). 
Rodzina jest szeroko rozprzestrzeniona. Obejmuje około 120 gatunków, w tym niektóre kosmopolityczne – np. dżdżowniczka (Lumbriculus variegatus) – i wiele endemicznych. Znaczne zróżnicowanie gatunkowe dżdżowniczek, w tym liczne endemity, stwierdzono w Bajkale (około 70 gatunków), na Wyspach Japońskich i w Górach Skalistych. Z Europy znanych jest około 70 gatunków, a w Polsce 9, w tym jeden (Trichodrilus spelaeus) stwierdzony tylko w Polsce. Większość krajowych gatunków znana jest z gór.
Dżdżowniczki zasiedlają strefę przybrzeżną wód śródlądowych i mórz oraz wody podziemne. Występują też w wilgotnej glebie oraz ściółce. Kilka bajkalskich dżdżowniczek przystosowało się do życia w głębinach.
Mają wydłużone ciało o długości od kilku milimetrów do kilkunastu centymetrów i o czerwonawym lub brunatnawym, rzadziej żółtym lub białym zabarwieniu. Metamery są zaopatrzone w szczecinki ułożone po 2 lub więcej w pęczkach.
Większość żywi się martwą materią organiczną, nieliczne są drapieżnikami. Rozmnażają się na drodze płciowej, a niektóre również bezpłciowo – przez fragmentację ciała i regenerację powstałych w podziale części (architomia).